# Anthony Moffat
Anthony (Tony) F. J. Moffat est un astronome canadien, professeur émérite d'astronomie à l'Université de Montréal à Montréal, au Québec, au Canada. Le docteur Moffat a été nommé fellow de la Société royale du Canada en 2001. Les intérêts principaux d'Anthony Moffat sont les étoiles massives (en particulier les étoiles de Wolf-Rayet), les vents stellaires, les étoiles binaires ainsi que la structure et de la dynamique des galaxies.

## Histoire professionnelle
Anthony Moffat a terminé sa maîtrise en sciences à l'Université de Toronto en 1966. Il a obtenu son doctorat en 1970 de l'Université de Bonn (Dr rer. nat.). Après des études postdoctorales à la Ruhr-Universität Bochum de 1970 à 1976 et l'attribution de sa deuxième Dr Habil. en 1976, Moffat a été embauché à la faculté de l'Université de Montréal en 1976.

## Descendance professionnelle
Le professeur Moffat a supervisé plus de 8 scientifiques post-doctoraux et de 14 étudiants en doctorat à l'Université de Montréal. Cela comprend la recherche d'Alexandre David-Uraz concernant la formation de poussière autour des étoiles de Wolf-Rayet.

## Amas d'étoiles massifs
Dans une série d'articles commençant par une étude de l'amas ouvert NGC 7380
et onze autres amas, Moffat a utilisé la photométrie photographique UBV pour identifier la population d'étoiles massives.